# جورج بار
جورج بار (بالإنجليزية: George Parr)‏ (22 مايو 1826 في المملكة المتحدة - 23 يونيو 1891) هو لاعب كريكت بريطاني (وحمل سابقاً جنسية المملكة المتحدة لبريطانيا العظمى وأيرلندا).

## وصلات خارجية
- جورج بار على موقع إي آس بي آن كريك إنفو (الإنجليزية)